# Kamjong (Distrikt)
Der Distrikt Kamjong ist ein Distrikt im indischen Bundesstaat Manipur. Verwaltungssitz ist die namensgebende Stadt Kamjong.

## Geografie
Der Distrikt Kamjong liegt im Osten Manipurs an der Grenze zu Myanmar. Nachbardistrikte sind Ukhrul im  Norden, der Staat Myanmar im Osten, Tengnoupal im Süden sowie Kangpokpi im Westen. Die Fläche des Distrikts Kamjong beträgt 2314 Quadratkilometer. Der wichtigste Fluss ist der Yu. Fast der gesamte Distrikt ist von Wald bedeckt.

## Geschichte
Im Mittelalter war der Distrikt Teil eines Meitei-Königreichs. Im späten 19. Jahrhundert eroberten die Briten das Gebiet und es wurde Teil von Manipur innerhalb Bengalens und später Assams. Im Zweiten Weltkrieg lag die Region nahe der Front zwischen Briten und Japanern. Das Gebiet befand sich sogar kurzzeitig unter japanischer Herrschaft. Doch die Japaner wurden bei Imphal geschlagen und mussten sich nach Myanmar zurückziehen. Nach der indischen Unabhängigkeit vollzog Manipur 1949 den Anschluss an Indien. Bis zum 9. Dezember 2016 gehörte das Gebiet zum Distrikt Ukhrul. Seither ist er in den heutigen Grenzen ein unabhängiger Distrikt.

## Bevölkerung

### Übersicht
Nach der Volkszählung 2011 hat der Distrikt Kamjong (damals die Subdivisionen Kamjong-Chassad, Phungyar-Phaisat und Ukhrul South im Distrikts Ukhrul) 135.481 Einwohner. Bei 19,7 Einwohnern pro Quadratkilometer ist der Distrikt sehr dünn besiedelt. Der Distrikt ist deshalb ländlich geprägt. Es gibt keine Städte. Der Hauptort Kamjong (Chassad) hat 729 Einwohner. Es gibt nur sechs Orte mit mehr als 1000 Einwohnern. Die höchste Einwohnerzahl hat der Ort Bungpa Khullen mit 2716 Bewohnern.

### Bevölkerungsentwicklung
Die Gebiete des heutigen Distrikts waren Teile des Distrikts Ukhrul (früher Manipur East). Die Bevölkerung hat im Distrikt in den letzten Jahrzehnten stark zugenommen. Das Wachstum betrug in den zehn Jahren zwischen 2001 und 2011 25,19 % oder rund 9200 Personen.

### Volksgruppen
In Indien teilt man die Bevölkerung in die drei Kategorien general population, scheduled castes und scheduled tribes ein. Die scheduled castes (anerkannte Kasten) mit (2011) 23 Menschen (0,05 Prozent der Bevölkerung) werden heutzutage Dalit genannt (früher auch abschätzig Unberührbare betitelt). Die scheduled tribes sind die anerkannten Stammesgemeinschaften mit (2011) 44.046 Menschen (96,56 Prozent der Bevölkerung), die sich selber als Adivasi bezeichnen. Zu ihnen gehören in Manipur 33 Volksgruppen. Aufgrund der Sprache (Zahlen für die Volksgruppen sind nur bis Distriktshöhe veröffentlicht) sind die Tangkhul, Thado und Kuki die wichtigsten Gruppen innerhalb des heutigen Distrikts.

### Bevölkerung des Distrikts nach Sprachen
Die Bevölkerung des Distrikts Kamjong ist sprachlich recht einheitlich. Denn 40.654 Personen oder 89,12 % der Distriktsbevölkerung sprechen Tangkhul. Kleine einheimische Minderheiten sprechen Mizo-Kuki-Chin-Sprachen wie Thado (3017 Personen oder 6,61 % der Distriktsbevölkerung) und Kuki (742 Personen oder 1,63 % der Distriktsbevölkerung). Im Distrikt gibt es zudem kleine Zuwanderergruppen, die Hindi oder Nepali sprechen. Die beiden Subdivisionen Phungyar-Phaisat und Ukhrul South sind beinahe einsprachig (97,24 % respektive 98,93 % der jeweiligen Bevölkerung sprechen Tangkhul). In der Subdivision Kamjong-Chassad verwendet eine Mehrheit von 12.343 Personen oder 73,84 % der Einwohnerschaft Tangkhul. Doch es geben 2952 Personen oder 17,66 % Thado als Muttersprache an.

### Bevölkerung des Distrikts nach Bekenntnissen
Die Bevölkerung ist religiös einheitlich. Eine gibt eine klare christliche Mehrheit in allen drei Gebieten. Die Hindus konzentrieren sich auf die Subdivision Kamjong-Chassad, wo sie mit 926 Anhängern 5,54 % der Einwohnerschaft stellen. Die genaue religiöse Zusammensetzung der Bevölkerung zeigt folgende Tabelle:
| Jahr                                   | Buddhisten | Buddhisten | Christen | Christen | Hindus | Hindus | Jainas | Jainas | Muslime | Muslime | Sikhs | Sikhs | Andere | Andere | keine Angaben | keine Angaben | Total  | Total    |
| Jahr                                   | Zahl       | %          | Zahl     | %        | Zahl   | %      | Zahl   | %      | Zahl    | %       | Zahl  | %     | Zahl   | %      | Zahl          | %             | Zahl   | %        |
| -------------------------------------- | ---------- | ---------- | -------- | -------- | ------ | ------ | ------ | ------ | ------- | ------- | ----- | ----- | ------ | ------ | ------------- | ------------- | ------ | -------- |
| 2011                                   | 117        | 0,26       | 43.904   | 96,25    | 1244   | 2,73   | 16     | 0,04   | 195     | 0,43    | 16    | 0,04  | 2      | 0,00   | 122           | 0,27          | 45.616 | 100,00 % |
| Quelle: Ergebnis der Volkszählung 2011 |            |            |          |          |        |        |        |        |         |         |       |       |        |        |               |               |        |          |

## Verwaltung
Der Distrikt ist in die vier Verwaltungseinheiten (Circles) Kamjong, Kasom Khullen, Phungyar und Sahamphung unterteilt.